# الاتصال المواجهي

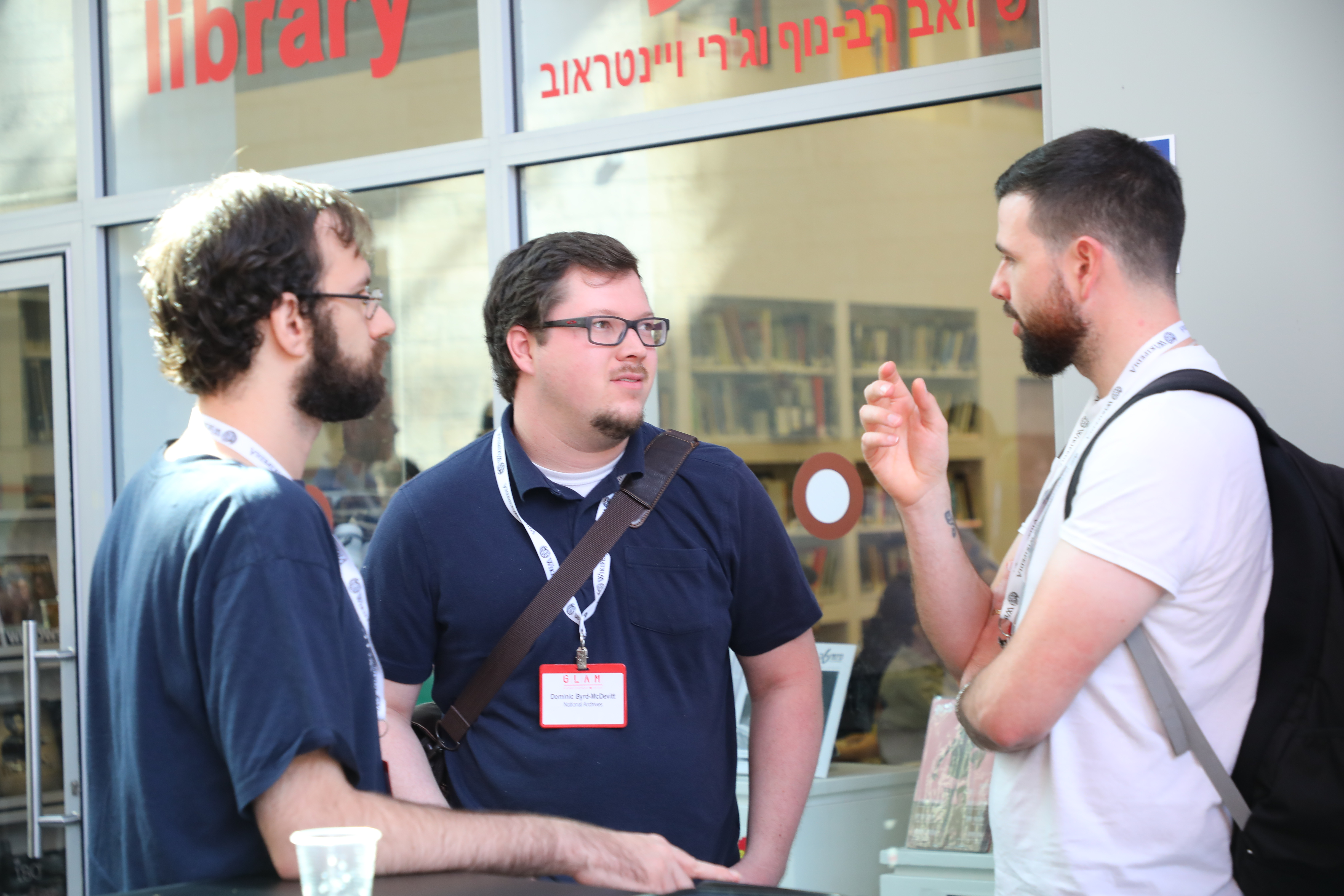
المشاركون في GLAM WIKI TLV 2018

التفاعل المباشر وجها لوجه (بالإنجليزية: Face-to-face interaction)‏ أو التواصل وجها لوجه (بالإنجليزية:  face-to-face communication)‏ أو الحوار وجها لوجه (بالإنجليزية: face-to-face discourse)‏ هو مفهوم في علم الاجتماع وعلم اللغة والإعلام ودراسات الاتصالات لوصف التفاعل الاجتماعي الذي يتم دون أي وسط تكنولوجي. ويُعرف التفاعل وجها لوجه بأنه التأثير المتبادل للوجود المادي المباشر للأفراد مع لغة جسده. التفاعل وجها لوجه هو أحد العناصر الأساسية للنظام الاجتماعي، ويشكل جزءا كبيرا من التنشئة الاجتماعية الفردية والخبرة المكتسبة طوال حياة الفرد. وبالمثل، فإنه أيضا أمر محوري في تطوير مجموعات ومنظمات مختلفة تتألف من هؤلاء الأفراد.